# Sweet Pekeetah
Sweet Pekeetah® sinónimo: Dulce Pequitas es una variedad cultivar de ciruelo (Prunus salicina), de las denominadas ciruelas japonesas.
Una variedad que fue obtenida por Rodrigo Infante en 2018 en Chile de libre polinización de variedad de ciruela de las denominadas ciruelas japonesas (Prunus salicina). Las frutas tienen un tamaño de grande a muy grande, siendo la piel de color rojo violáceo cubierta casi en su totalidad por azul oscuro, casi negro, con numerosos puntos de tamaño medio algunas pequeñas de color grisáceo con areola, y tiene una pulpa ambarina oscura, textura crujiente, extremadamente jugosa, con muy buen sabor.

## Sinonimia
- "Dulce Pequitas".[3]

## Historia
'Sweet Pekeetah' variedad de ciruela, se originó de una iniciativa en 2007 del "Programa de Mejoramiento Genético de la Ciruela" de la Universidad de Chile. En septiembre de 2018 iniciaron el Proyecto para crear nueva variedad de ciruela chilena (ciruela de las denominadas japonesas más dulce que las existentes, con la piel y pulpa crocantes), financiado por el Programa IDeA I+D de Fondef, la Agencia Nacional de Investigación y Desarrollo (Anid), y ejecutado por la Universidad de Chile, y la Universidad de O'Higgins.
El proyecto ha sido dirigido por Rodrigo Infante, efectuando polinización de varios polinizadores "Parental Macho" a "Parental Hembra" de las denominadas ciruelas japonesas (Prunus salicina).
'Sweet Pekeetah' está registrada en Chile (mayo 2019), EE. UU. (enero 2020) y Sudáfrica (junio 2020). Está cultivada en Chile, en expansión en España donde se establecerán las primeras plantas en Extremadura (empresa "Tuny Nature") y lo mismo harán en Sudáfrica, en predios del grupo "StarGrow". 'Sweet Pekeetah' es una variedad de ciruela registrada, para obtener los derechos de producción están controlados por "Purple Honey".
Fue introducida en los circuitos comerciales el 18 de marzo de 2021 con el primer envío de 40 toneladas a través de la marca registrada comercializadora "Purple Honey".

## Características
'Sweet Pekeetah' árbol medio y vigoroso, siendo su fuerte crecimiento erguido una característica notable de la variedad, extendido, bastante productivo. En Chile tiene un tiempo de floración tardía que comienza a partir del 18 de octubre con el 10% de floración, para el 21 de octubre tiene una floración completa (80%), y para el 8 de noviembre tiene un 90% de caída de pétalos. Es auto estéril necesita un polinizador adecuado.
'Sweet Pekeetah' tiene una talla de fruto de grande a muy grande, de forma redondeada ligeramente achatada sobre todo en la zona peduncular, regular y simétrico; epidermis tiene una piel crocante, normalmente lisa a menudo con algunas manchas de "ruginoso"/"russetting" color marrón pardo grisáceo, siendo la piel de color rojo violáceo cubierta casi en su totalidad por azul oscuro, casi negro, con numerosos puntos de tamaño medio algunas pequeñas de color grisáceo con areola, y tiene una pulpa ambarina oscura, textura crujiente, extremadamente jugosa, con buen sabor en la etapa de maduración de la cosecha, que va madurando muy lentamente,  cuando está madura para comer tiene un sabor muy dulce y agradable con un buen aroma, menos del 1% de acidez, 18 a 20° ºBrix (superando en dulzor a 'Angeleno', y a 'Black Kat').
Hueso adherente, pequeño, elíptico, aplanado, surcos poco marcados, superficie rugosa.
Su tiempo de recogida de cosecha se inicia en su maduración de principios a mediados de marzo en Chile lo que facilita su exportación a los países del hemisferio norte en época fuera de temporada.

## Usos
Una muy buena ciruela de postre fresco en mesa.

## Polinización
Aunque es auto polinizable, para una abundante productividad son necesarias variedades polinizadoras tal como 'Angeleno', Selección 43A54 (de la Universidad de Chile), Suplum-36, 'Black Kat', 'Red Heart', y 'Autum Giant'.